# Хемес-Пуэбло
Хемес-Пуэбло — статистически обособленная местность в штате Нью-Мексико, США. Является частью одноимённой индейской резервации. Её площадь составляет 5,31 км2, а население — 1963 человек. Большинство жителей называют пуэбло, в котором они живут, Уалатоуа (Walatowa). Жители пуэбло говорят на языке това.

## Повседневная жизнь
В 1970-х годах 70% населения пуэбло Хемес жили в резервации и продолжали выращивать кукурузу и перец чили, и соблюдать традиции предков. Однако увеличивалось число индейцев, уехавших на заработки в другие города. Бег был важной частью культуры жителей Хемеса. С 1959 года в Хемес-Пуэбло проводятся соревнования по лёгкой атлетике.